# Diecezja Bauchi
Diecezja Bauchi (łac. Diœcesis Bauchiana) – diecezja rzymskokatolicka  w Nigerii. Powstała w 1996 jako wikariat apostolski. Diecezja od 2003.

## Główne świątynie
- Katedra Katedra św. Jana Ewangelisty w Bauczi

## Biskupi ordynariusze
- Wikariusze apostolscy
  - Bp John Moore SMA (1996 – 2003)

- Biskupi diecezjalni
  - Bp John Moore SMA (2003 — 2010)
  - Bp Malachy John Goltok (2011 — 2015)
  - bp Hilary Dachelem CMF (od 2017)